# Craterul West Hawk
West Hawk este un crater de impact meteoritic în Manitoba, Canada.

## Date generale
Are 2,44 km în diametru și are vârsta estimată la 351 ± 20 milioane ani (Mississippian). Craterul nu este expus la suprafață și se află pe fundul lacului West Hawk.